# 西域滑蜥
西域滑蜥（学名：Scincella przewalskii）为石龙子科滑蜥属的爬行动物，是中国的特有物种。分布于甘肃等地。该物种的模式产地在甘肃。

## 保护
本种于2023年被收录入《有重要生态、科学、社会价值的陆生野生动物名录》。